# 恩地三保子
恩地 三保子（おんち みおこ、1917年〈大正6年〉2月12日 - 1984年〈昭和59年〉12月27日）は、日本の児童文学翻訳家。

## 略歴
画家・恩地孝四郎の長女として東京市麹町区中六番町（現・東京都千代田区四番町）に生まれる。1938年東京女子大学英文科卒業、同年7月師範学校中学校高等女学校教員免許状（英語）取得。
戦後、東京のアメリカ第8軍教育本部勤務や国際基督教大学美術史教授ヒューゴ・ムンスターバーグの著作執筆の助手等を経て、明星学園高等学校講師を務めるなどして、1951年頃から英米文学の翻訳を始めた。はじめ推理ものや少女ものを訳し、ローラ・インガルス・ワイルダーの作品の訳者として知られる。
堀辰雄・堀多恵子夫妻とも交際があった。

## 翻訳
- 『死の月』（シャーロット・ジェイ、早川書房、世界探偵小説全集） 1955年
- 『杉の柩』（アガサ・クリスティー、早川書房） 1957年、のち文庫
- 『島っ子ボニイ』（J・フオックス（英語版）[注釈 4]、新潮社） 1957年
- 『満潮に乗って』（アガサ・クリスティー、早川書房） 1957年、のち文庫
- 『あたし,ジュディよ』（イーブ・ベネット、秋元書房） 1958年
- 『虹の中のサンドラ』（J・ランバード（英語版）、新潮社） 1958年
- 『一日の悪』（トマス・スターリング（フランス語版）、早川書房、世界探偵小説全集） 1958年
- 『春のワルツ』（マデリン・レングル、新潮社） 1958年
- 『赤い鎧戸のかげで』（カーター・ディクスン、早川書房） 1960年、のち文庫
- 『居合わせた女』（クレイグ・ライス、早川書房、世界ミステリシリーズ） 1961年
- 『暴徒裁判』（クレイグ・ライス、早川書房、世界ミステリシリーズ） 1962年
- 『若草物語』（オールコット、旺文社、旺文社文庫） 1966年
- 『あしながおじさん』（ジーン・ウェブスター、偕成社） 1967年、のち文庫
- 『空からきたメアリー・ポピンズ』（パメラ・トラバース、偕成社） 1968年
- 『はりねずみのパーティ』（ロウエナ・ストット、文化出版局）絵：エディス・ホールデン 1980年
- 『アンガスとモナ・リザ』（ジャクリーン・クーパー（バスク語版、wikidata）〈作・絵〉、佑学社、アメリカ創作絵本シリーズ） 1982年

### モード・ラブレイス
- 『ベッシイの高校卒業期』（モード・ラブレイス（英語版）、秋元書房） 1956年
- 『ベッシイは高校一年生』（モード・ラブレイス、秋元書房） 1957年
- 『ベッシイは高校二年生』（モード・ラブレイス、秋元書房） 1957年
- 『ベッシイは高校三年生』（モード・ラブレイス、秋元書房） 1957年
- 『ベッツィーとテイシイ』（モード・ハート・ラブレイス、福音館書店） 1975年、のち復刻

### クリスチアナ・ブランド
- 『ハイヒールの死』（クリスチアナ・ブランド、早川書房） 1959年、のち文庫
- 『ゆがんだ光輪』（クリスチアナ・ブランド、早川書房、世界ミステリシリーズ） 1959年
- 『自宅にて急逝』（クリスチアナ・ブランド、早川書房、世界探偵小説全集） 1959年
- 『ジェゼベルの死』（クリスチアナ・ブランド、早川書房） 1960年、のち文庫

### ローラ・インガルス・ワイルダー
- 『大きな森の小さな家』（ローラ・インガルス・ワイルダー、福音館書店） 1972年、のち文庫
- 『大草原の小さな家』（ローラ・インガルス・ワイルダー、福音館書店） 1972年、のち文庫
- 『シルバー・レイクの岸辺で』（ローラ・インガルス・ワイルダー、福音館書店） 1973年、のち文庫
- 『農場の少年』（ローラ・インガルス・ワイルダー、福音館書店） 1973年、のち文庫
- 『プラム・クリークの土手で』（ローラ・インガルス・ワイルダー、福音館書店） 1973年、のち文庫